# Sackenomyia reaumurii
Sackenomyia reaumurii är en tvåvingeart som först beskrevs av Bremi 1847.  Sackenomyia reaumurii ingår i släktet Sackenomyia och familjen gallmyggor. Inga underarter finns listade i Catalogue of Life.